# Hierarquia urbana do Brasil
| Metrópoles          | grande m. nacional |
| Metrópoles          | m. nacional        |
| Metrópoles          | metrópole          |
| Capital regional    | A                  |
| Capital regional    | B                  |
| Capital regional    | C                  |
| Centro sub-regional | A                  |
| Centro sub-regional | B                  |
| centro de zona      | A                  |
| centro de zona      | B                  |
| centro local        |                    |

A hierarquia urbana do Brasil é a estruturação hierárquica dos centros urbanos brasileiros, refletindo o grau de subordinação, influência e intensidade dos variados fluxos existentes entre essas cidades. Para se identificar a hierarquia urbana e suas áreas de influência, alguns fatores são levados em consideração (determinados equipamentos e serviços) que os centros urbanos possuem e que atraem populações de outras localidades. Com isso, essas classificações ajudam a entender a dinâmica urbana e a organização territorial do Brasil, refletindo as diferentes capacidades e papéis que essas cidades desempenham no desenvolvimento nacional e regional.
O Instituto Brasileiro de Geografia e Estatística (IBGE) é o responsável por produzir pesquisas dedicadas ao tema. O estudo "Divisão do Brasil em regiões funcionais urbanas", de 1966, foi sucedido por estudos denominados "Regiões de Influência das Cidades" (REGIC), com edições em 1978, 1993, 2007 e 2018, sendo possível, nessas pesquisas, identificar os graus de influência que determinados centros urbanos exercem no país, desde as metrópoles até as capitais regionais, e qual o alcance espacial da influência delas. Nas edições referentes a 2007 e 2018, a hierarquia urbana do país foi estratificada em quatro níveis, com dois ou três subníveis em cada. São eles: metrópoles (grande metrópole nacional, metrópole nacional e metrópole), capitais regionais (A, B e C), centros sub-regionais (A e B) e centros de zona (A e B).  Por fim, há os centros locais, que são representados pelos restantes dos municípios em que a sua importância não extrapola os limites municipais. Das regiões brasileiras, o Sudeste abriga maior número de metrópoles e concentra os mais importantes centros urbanos no país, com quatro capitais estaduais (São Paulo, Rio de Janeiro, Belo Horizonte e Vitória) e uma não capital (Campinas) classificadas como metrópoles.
Na classificação de grande metrópole nacional e cidade global, apenas São Paulo é categorizada neste nível, sendo a posição hierárquica mais elevada da rede urbana brasileira e que exerce influência nacional e internacionalmente, tendo um arranjo populacional de 21,5 milhões de habitantes (em 2018) e uma representação de 17,7% do produto interno bruto (PIB) brasileiro (2016). Em seguida, no nível de metrópole nacional, estão Rio de Janeiro e Brasília, que também possuem importante presença nacional, mas não tão extensa quanto São Paulo, sendo seu arranjo populacional de 12,7 milhões e 3,9 milhões de habitantes, respectivamente, em 2018.

## REGIC 2018

### Metrópoles

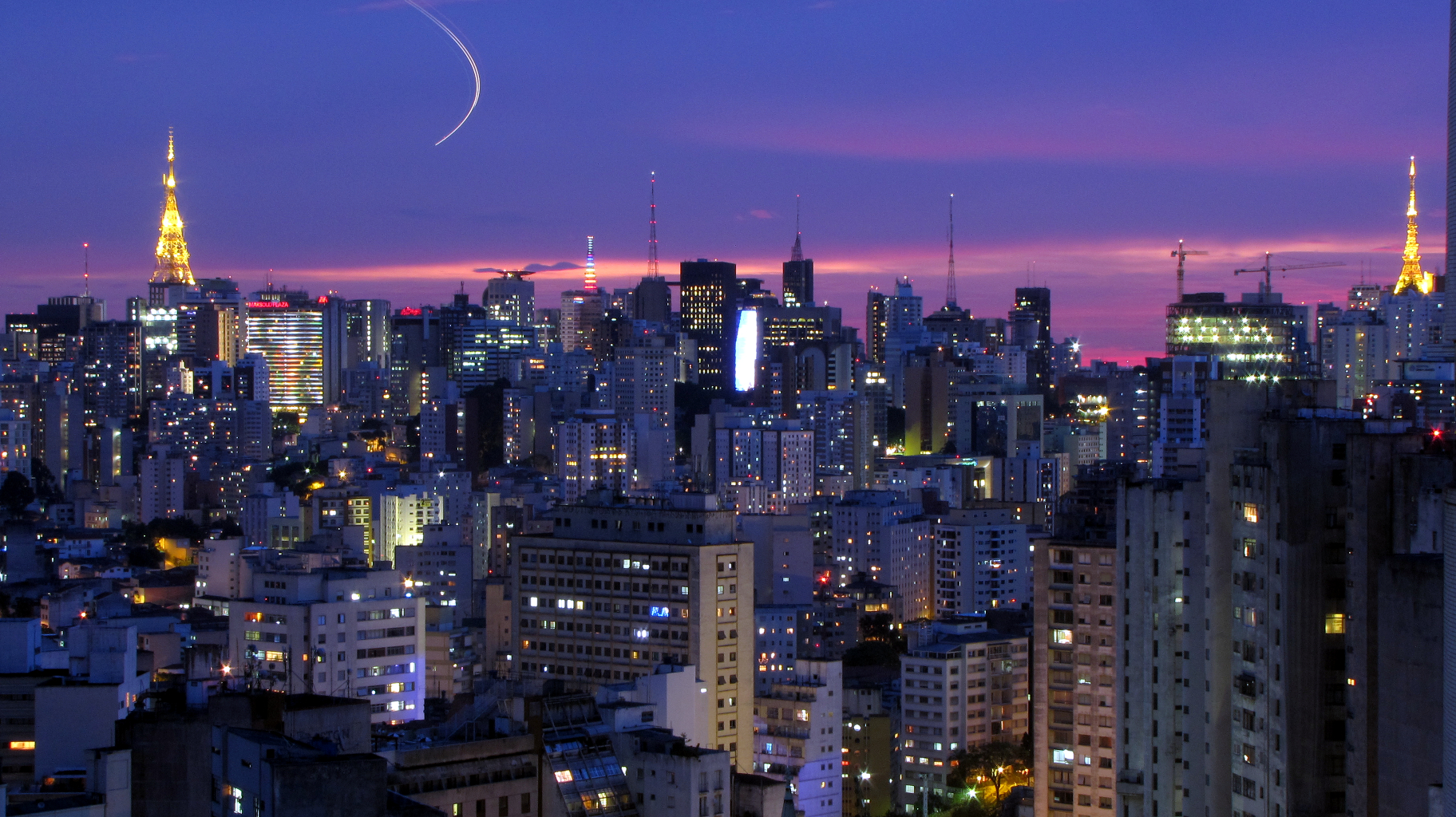
São Paulo: grande metrópole nacional

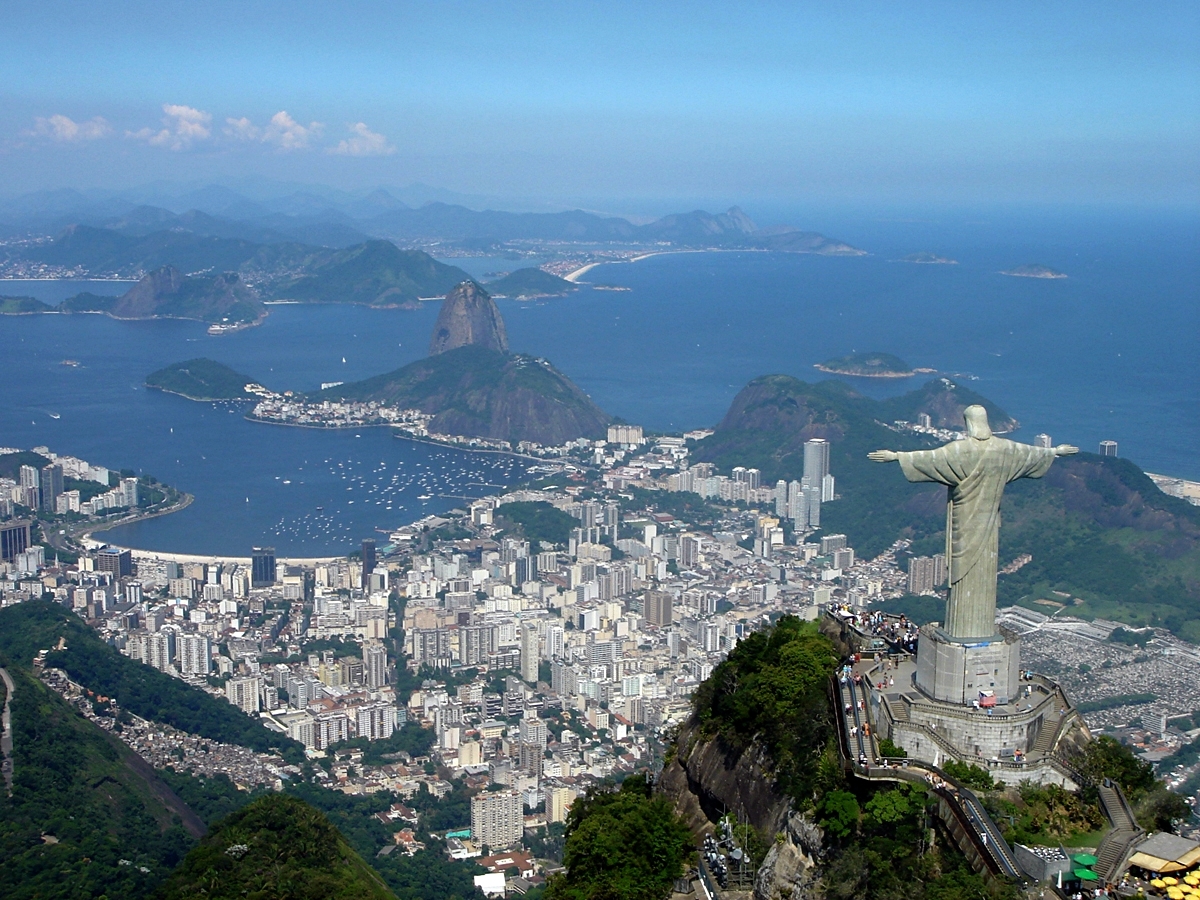
Rio de Janeiro: metrópole nacional

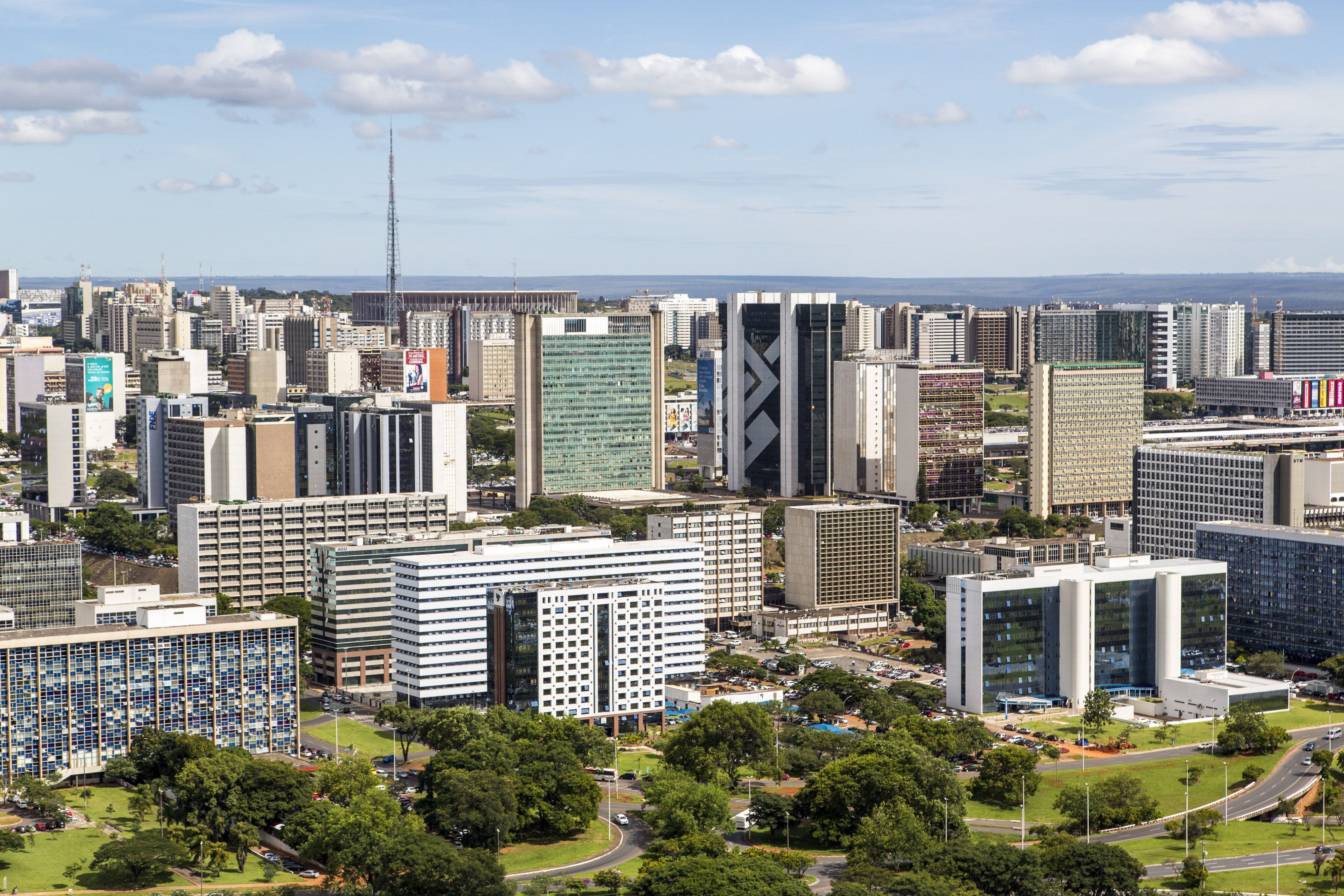
Brasília: metrópole nacional

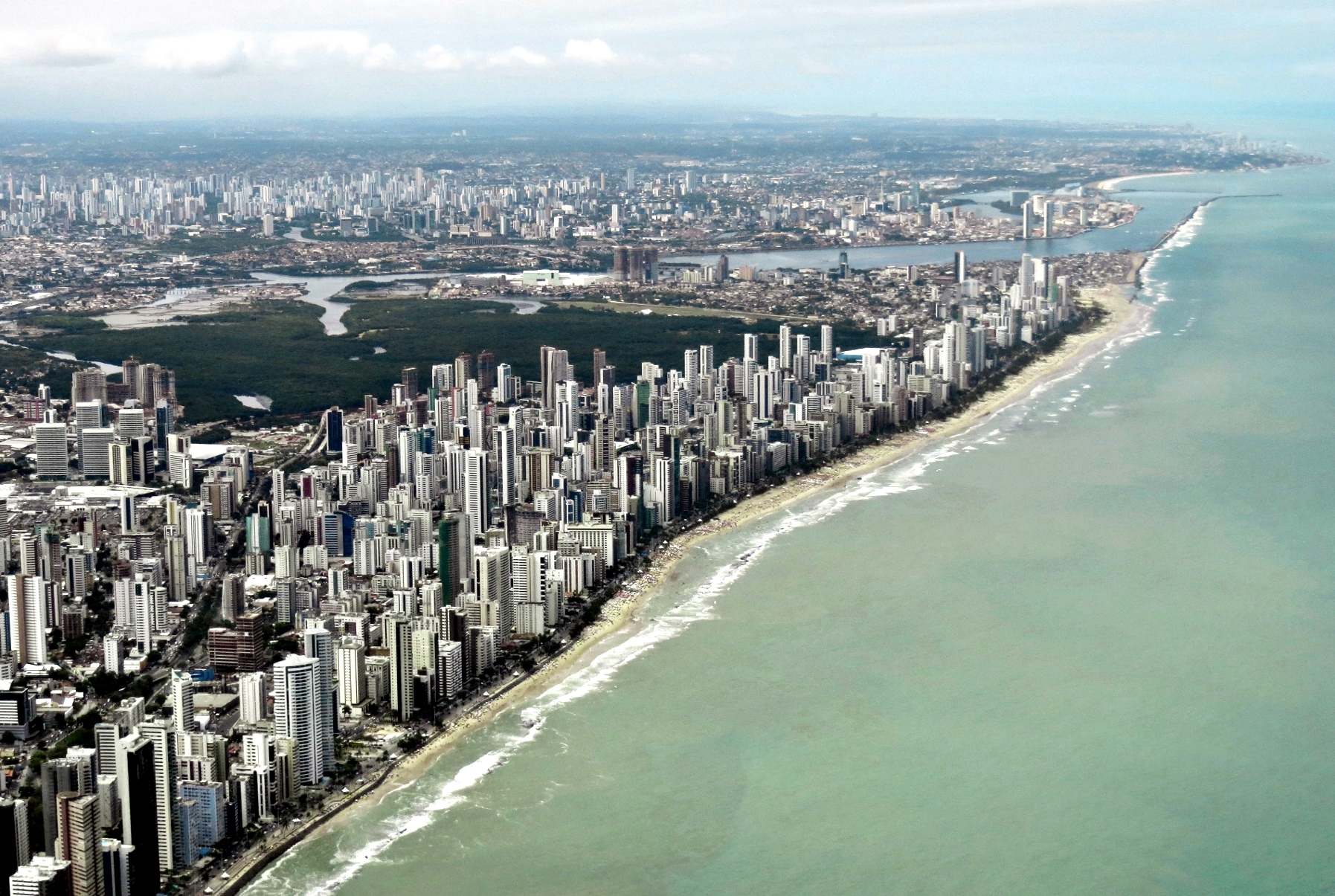
Recife: metrópole

De acordo com o REGIC 2018, há 15 metrópoles no país. Exercendo grande influência, esses centros cobrem toda a extensão territorial do país, com áreas de sobreposição em determinados contatos. Com base nesse estudo, as metrópoles brasileiras foram subdivididas em três níveis: grande metrópole nacional, metrópole nacional e metrópole.
- Grande Metrópole Nacional — apenas São Paulo (Sudeste) recebe a maior classificação dentre todas as cidades brasileiras. Categorizada pelo Globalization and World Cities Study Group & Network (GaWC) como cidade global alfa (a maior categoria entre as cidades mundiais), ela possui o maior nível de influência territorial no panorama nacional, a qual alcança centros urbanos localizados mesmo em regiões afastadas em relação ao seu centro, por exemplo, as localizadas na região norte, e até em outros países. Por isso, é reconhecida como a "Locomotiva do Brasil" ou a "Cidade que nunca dorme", dado suas diversas atividades econômicas como serviços, comércio, comunicação, tecnologia, centros de pesquisa e desenvolvimento, educação e muitas outras.[10] Seu arranjo populacional, o maior do país, era de 21,5 milhões de habitantes em 2018 e 17,7% do PIB nacional em 2016.[9] A nível mundial, São Paulo se posiciona entre os principais centros financeiros e empresariais globais (possuindo a maior bolsa de valores da América Latina e uma das maiores do mundo, a B3), estando frequentemente entre os mais importantes centros internacionais devido à sua diversidade econômica, cultural e habitabilidade.[11][12][13]
- Metrópole Nacional — nesta classificação, há duas cidades: Brasília (Centro-Oeste) e Rio de Janeiro (Sudeste), ambas também com forte presença nacional. Rio, o segundo polo econômico do Brasil, é também segunda maior área urbanizada nacional e seu arranjo populacional é de mais de doze milhões de pessoas. Porém, diferente de São Paulo e Rio, que abrigam uma grande população, o fator que qualifica Brasília a receber tal identificação na rede urbana é por ser a capital política do Brasil; ela possui  aproximadamente quatro milhões de moradores (a terceira maior do país). É nela que estão localizadas as instituições de maior destaque na política nacional – poder executivo, legislativo e judiciário – apresentando influência direta sobre a vida nacional. Antes, tal poder político pertencia a Rio de Janeiro, que foi a capital anterior do Brasil; desse modo, com a transferência da nova capital federal em 1960, houve um grande impacto na dinâmica e articulação da rede urbana nacional na história recente, uma vez que moveu parte da atividade urbano-regional antes grandemente reunida mais no litoral o até então pouco movimentado, habitado e deslocado do restante do país, o planalto central. A partir daí, Brasília exerce influência em algumas cidades das regiões Centro-Oeste, Norte e Nordeste.[10]
- Metrópole — em seguida, há a classificação Metrópole (a nível regional), que conta com doze cidades distribuídas em todas as regiões do Brasil. Em 2008, havia nove centros urbanos com tal categorização: Belo Horizonte (Sudeste), Curitiba, Porto Alegre (Sul), Belém, Manaus (Norte), Salvador, Recife, Fortaleza (Nordeste) e Goiânia (Centro-Oeste). Na edição de 2018, Florianópolis (Sul), Vitória e Campinas (Sudeste) subiram do nível de Capital Regional para o de Metrópole. Campinas é a única cidade não capital estadual a ser classificada como Metrópole, um feito inédito até então.[9] As Metrópoles Regionais têm influência significativa, mas limitada a suas regiões específicas, atuando como polos de desenvolvimento regional, fornecendo serviços especializados e atuando como centros econômicos e culturais para suas áreas de abrangência.[1]

| Rede urbana    | Unidades federativas abrangidas                                                                                | População (2018) |
| -------------- | --- | ---------------- |
| São Paulo      | São Paulo / Minas Gerais / Mato Grosso do Sul / Paraná                                                         | 49 295 747       |
| Recife         | Pernambuco / Paraíba / Rio Grande do Norte / Alagoas / Sergipe / Bahia / Ceará / Piauí                         | 23 601 254       |
| Belo Horizonte | Minas Gerais / São Paulo / Rio de Janeiro / Espírito Santo / Goiás                                             | 21 069 799       |
| Fortaleza      | Ceará / Piauí / Maranhão / Tocantins / Pará / Pernambuco                                                       | 20 109 664       |
| Rio de Janeiro | Rio de Janeiro / Minas Gerais                                                                                  | 17 296 239       |
| Salvador       | Bahia / Minas Gerais                                                                                           | 14 471 227       |
| Curitiba       | Paraná / Mato Grosso do Sul / Santa Catarina                                                                   | 11 654 092       |
| Brasília       | Distrito Federal / Goiás / Minas Gerais / Mato Grosso / Rondônia / Acre / Bahia / Tocantins / Maranhão / Piauí | 11 649 359       |
| Porto Alegre   | Rio Grande do Sul                                                                                              | 11 293 956       |
| Belém          | Pará / Amapá / Maranhão / Tocantins                                                                            | 9 335 660        |
| Goiânia        | Goiás / Minas Gerais / Tocantins / Pará / Mato Grosso                                                          | 8 269 552        |
| Florianópolis  | Santa Catarina / Rio Grande do Sul                                                                             | 7 138 738        |
| Manaus         | Amazonas / Roraima                                                                                             | 4 490 260        |
| Vitória        | Espírito Santo / Bahia / Minas Gerais                                                                          | 4 468 927        |
| Campinas       | São Paulo | 4 396 180        |

### Capitais regionais
As capitais regionais são o segundo nível da gestão territorial, e exercem influência no estado e em estados próximos. Subdividem-se em: capitais regionais A, capitais regionais B e capitais regionais C.
| Unidade federativa  | A              | B                                                                 | C |
| ------------------- | -------------- | ----------------------------------------------------------------- | --- |
| Acre                | -              | -                                                                 | Rio Branco |
| Alagoas             | Maceió         | -                                                                 | Arapiraca |
| Amapá               | -              | -                                                                 | Macapá |
| Amazonas            | -              | -                                                                 | - |
| Bahia               | -              | Feira de Santana, Itabuna, Vitória da Conquista                   | Barreiras, Eunápolis, Ilhéus, Juazeiro/Petrolina |
| Ceará               | -              | Juazeiro do Norte                                                 | Sobral |
| Distrito Federal    | -              | -                                                                 | - |
| Espírito Santo      | -              | -                                                                 | Cachoeiro de Itapemirim |
| Goiás               | -              | -                                                                 | Anápolis |
| Maranhão            | São Luís       | -                                                                 | Imperatriz |
| Mato Grosso         | Cuiabá         | -                                                                 | Rondonópolis, Sinop |
| Mato Grosso do Sul  | Campo Grande   | -                                                                 | Dourados |
| Minas Gerais        | -              | Juiz de Fora, Montes Claros, Uberlândia                           | Divinópolis, Governador Valadares, Ipatinga, Poços de Caldas, Pouso Alegre, Sete Lagoas, Teófilo Otoni, Uberaba, Varginha                                                                          |
| Pará                | -              | -                                                                 | Castanhal, Marabá, Santarém |
| Paraíba             | João Pessoa    | -                                                                 | Campina Grande |
| Paraná              | -              | Cascavel, Londrina, Maringá                                       | Foz do Iguaçu, Ponta Grossa |
| Pernambuco          | -              | Caruaru                                                           | Garanhuns, Petrolina/Juazeiro |
| Piauí               | Teresina       | -                                                                 | - |
| Rio de Janeiro      | -              | -                                                                 | Cabo Frio, Campos dos Goytacazes, Macaé/Rio das Ostras, Petrópolis, Volta Redonda/Barra Mansa |
| Rio Grande do Norte | Natal          | -                                                                 | Mossoró |
| Rio Grande do Sul   | -              | Caxias do Sul, Passo Fundo                                        | Lajeado, Pelotas, Santa Cruz do Sul, Santa Maria |
| Rondônia            | -              | Porto Velho                                                       | Cacoal, Ji-Paraná |
| Roraima             | -              | -                                                                 | Boa Vista |
| Santa Catarina      | -              | Blumenau, Chapecó, Criciúma, Itajaí/Balneário Camboriú, Joinville | Brusque, Caçador, Joaçaba/Herval d'Oeste, Lages, Tubarão/Laguna |
| São Paulo           | Ribeirão Preto | Bauru, São José do Rio Preto, São José dos Campos, Sorocaba       | Americana/Santa Bárbara d'Oeste, Araçatuba, Araraquara, Baixada Santista, Barretos, Catanduva, Franca, Guaratinguetá, Jaú, Jundiaí, Limeira, Marília, Piracicaba, Presidente Prudente e São Carlos |
| Sergipe             | Aracaju        | -                                                                 | - |
| Tocantins           | -              | Palmas                                                            | Araguaína |

## REGIC 2007

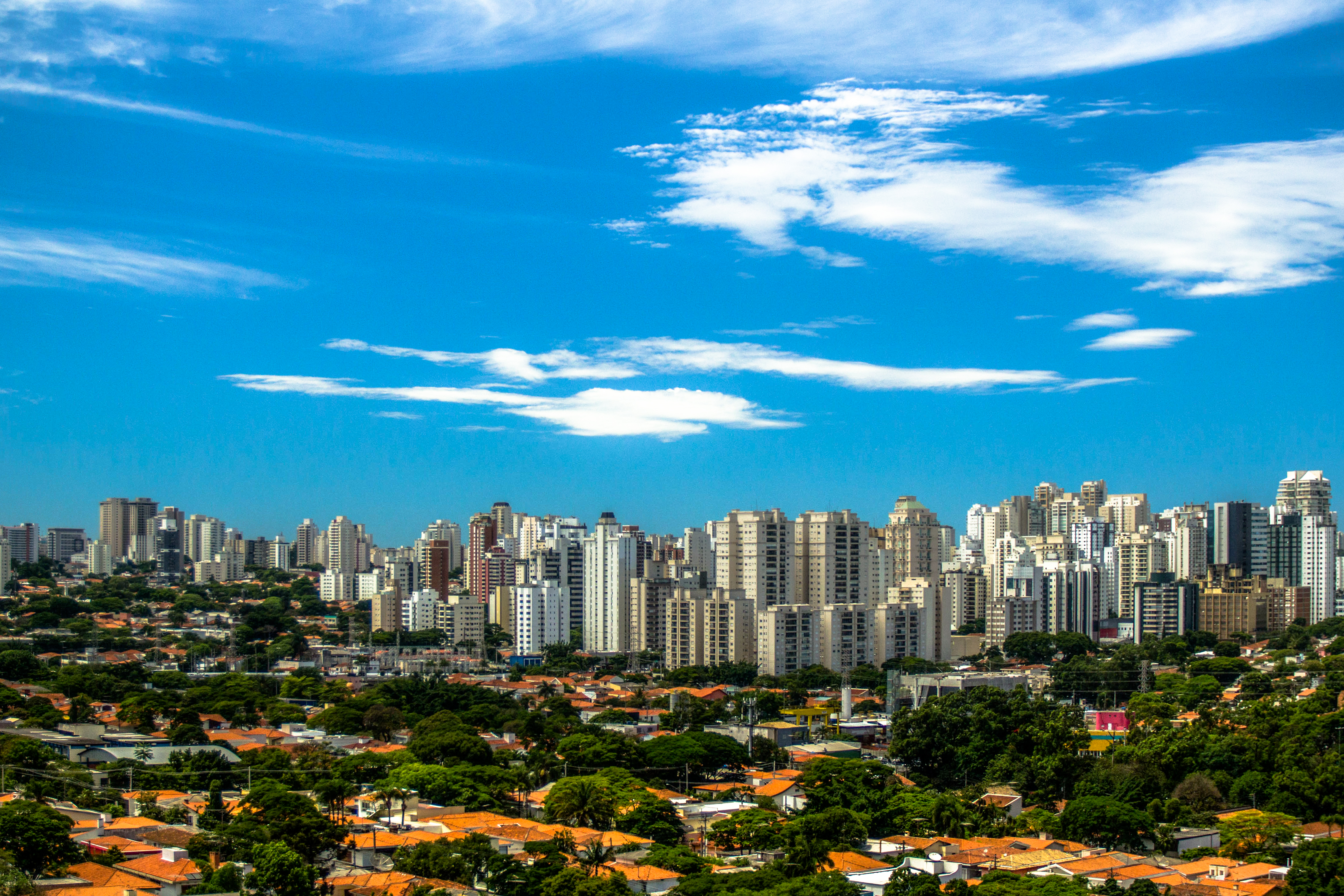
São Paulo: Grande Metrópole Nacional

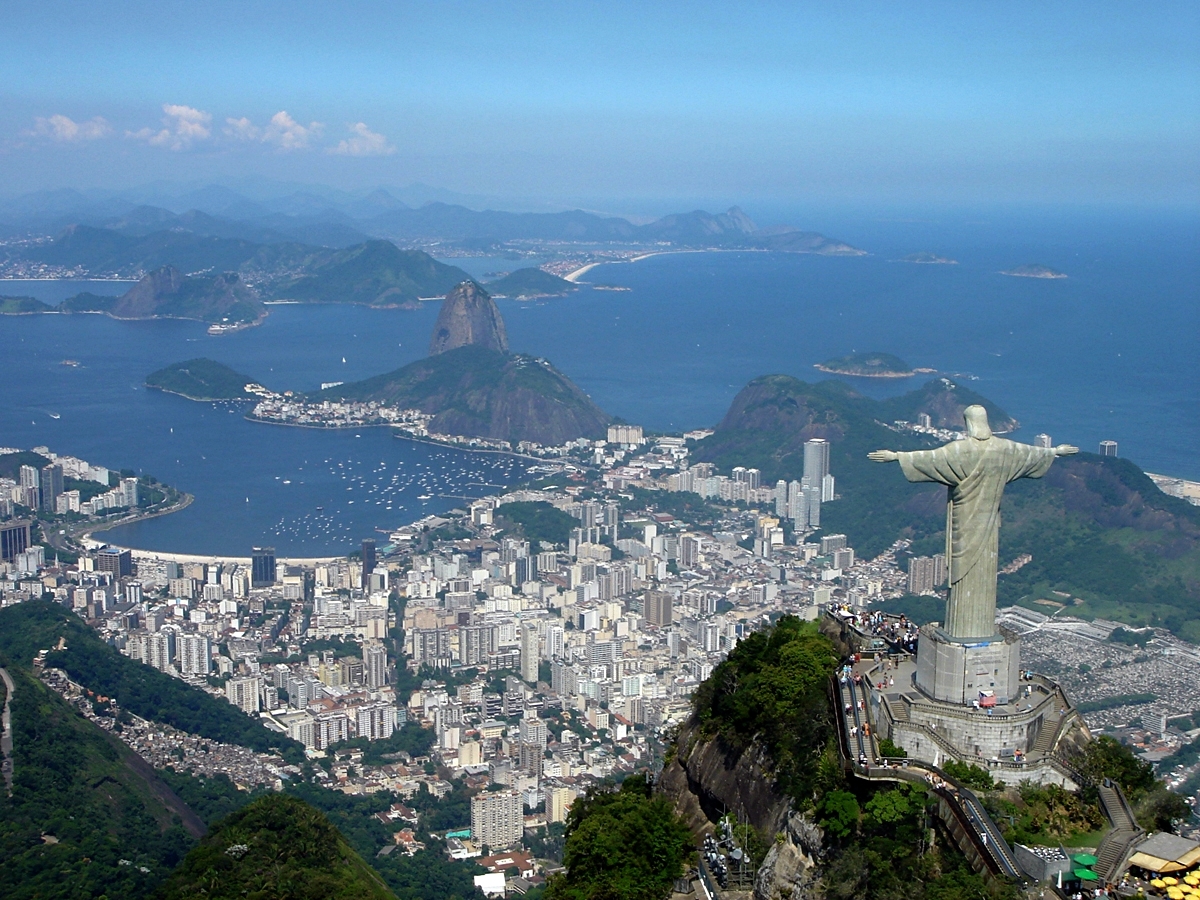
Rio de Janeiro: Metrópole Nacional.

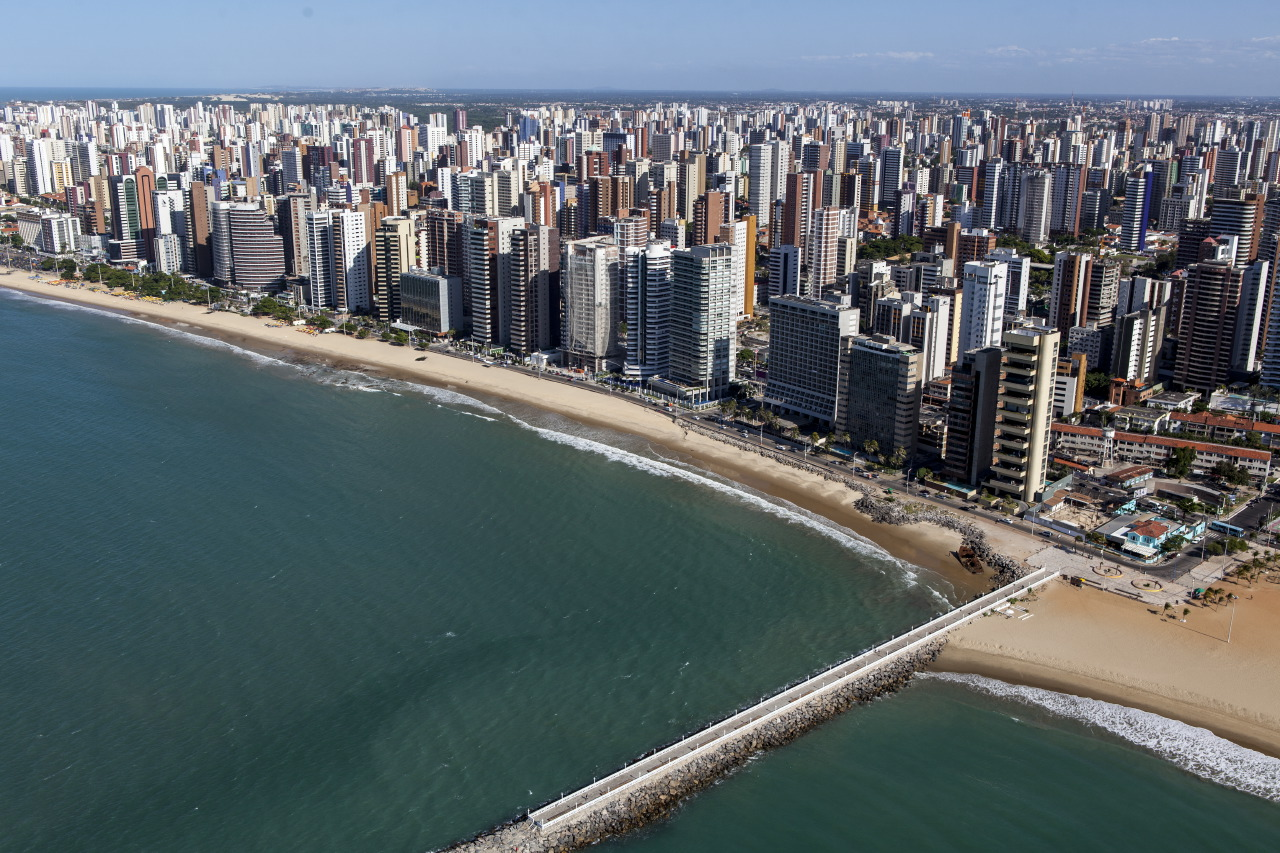
Fortaleza: Metrópole.

### Redes urbanas e metrópoles
A partir dos principais centros urbanos do Brasil, foram identificadas redes urbanas associadas às metrópoles, denominadas "redes de influência". Com base nesse estudo, as metrópoles brasileiras foram divididas em três níveis:      grande metrópole nacional,      metrópoles nacionais e      metrópoles.
| Rede urbana    | Unidades federativas abrangidas                                     | População (2007) |
| -------------- | ------------------------------------------------------------------- | ---------------- |
| São Paulo      | São Paulo Minas Gerais Mato Grosso Mato Grosso do Sul Rondônia Acre | 51.020.582       |
| Rio de Janeiro | Rio de Janeiro Espírito Santo Bahia Minas Gerais                    | 20.750.595       |
| Fortaleza      | Ceará Piauí Maranhão Rio Grande do Norte                            | 20.573.035       |
| Recife         | Pernambuco Paraíba Alagoas Rio Grande do Norte Bahia                | 18.875.595       |
| Belo Horizonte | Minas Gerais                                                        | 16.745.821       |
| Salvador       | Bahia Sergipe Pernambuco                                            | 16.335.288       |
| Curitiba       | Paraná Santa Catarina                                               | 16.178.968       |
| Porto Alegre   | Rio Grande do Sul Santa Catarina                                    | 15.302.496       |
| Brasília       | Distrito Federal Goiás Bahia Minas Gerais                           | 9.680.621        |
| Belém          | Pará Amapá Maranhão                                                 | 7.686.082        |
| Goiânia        | Goiás Tocantins                                                     | 6.408.542        |
| Manaus         | Amazonas Roraima                                                    | 3.480.028        |

#### Capitais regionais
As capitais regionais são o segundo nível da gestão territorial, e exercem influência no estado e em estados próximos. Subdividem-se em: capitais regionais A, capitais regionais B e capitais regionais C.
| Unidade federativa  | A             | B                                                      | C |
| ------------------- | ------------- | ------------------------------------------------------ | --- |
| Acre                | -             | -                                                      | Rio Branco |
| Alagoas             | Maceió        | -                                                      | Arapiraca |
| Amapá               | -             | -                                                      | Macapá |
| Amazonas            | -             | -                                                      | - |
| Bahia               | -             | Feira de Santana, Ilhéus/Itabuna, Vitória da Conquista | Barreiras, Juazeiro/Petrolina                                                                                            |
| Ceará               | -             | -                                                      | Juazeiro do Norte/Crato/Barbalha, Sobral                                                                                 |
| Distrito Federal    | -             | -                                                      | - |
| Espírito Santo      | Vitória       | -                                                      | Cachoeiro de Itapemirim                                                                                                  |
| Goiás               | -             | -                                                      | - |
| Maranhão            | São Luís      | -                                                      | Imperatriz |
| Mato Grosso         | Cuiabá        | -                                                      | - |
| Mato Grosso do Sul  | Campo Grande  | -                                                      | Dourados |
| Minas Gerais        | -             | Uberlândia, Juiz de Fora, Montes Claros, Uberaba       | Divinópolis, Governador Valadares, Ipatinga/Coronel Fabriciano/Timóteo, Passos, Poços de Caldas, Teófilo Otoni, Varginha |
| Pará                | -             | -                                                      | Marabá, Santarém |
| Paraíba             | João Pessoa   | Campina Grande                                         | - |
| Paraná              | -             | Cascavel, Londrina, Maringá                            | Ponta Grossa |
| Pernambuco          | -             | -                                                      | Caruaru, Petrolina/Juazeiro                                                                                              |
| Piauí               | Teresina      | -                                                      | - |
| Rio de Janeiro      | -             | -                                                      | Campos dos Goytacazes, Volta Redonda/Barra Mansa                                                                         |
| Rio Grande do Norte | Natal         | -                                                      | Mossoró |
| Rio Grande do Sul   | -             | Caxias do Sul, Passo Fundo, Santa Maria                | Ijuí, Novo Hamburgo/São Leopoldo, Pelotas/Rio Grande                                                                     |
| Rondônia            | -             | Porto Velho                                            | - |
| Roraima             | -             | -                                                      | Boa Vista |
| Santa Catarina      | Florianópolis | Blumenau, Chapecó, Joinville                           | Criciúma |
| São Paulo           | Campinas      | Ribeirão Preto, São José do Rio Preto                  | Araçatuba, Araraquara, Bauru, Marília, Piracicaba, Presidente Prudente, Santos, São José dos Campos, Sorocaba            |
| Sergipe             | Aracaju       | -                                                      | - |
| Tocantins           | -             | Palmas                                                 | Araguaína |

#### Centros sub-regionais
Os centros sub-regionais é uma categoria de cidade da hierarquia urbana do Brasil, definida pelo IBGE, que compreende cidades que exercem influência preponderante sobre os demais centros próximos, por se distinguir em bens, serviços, movimentos culturais, movimentos políticos etc. É hierarquizado em dois níveis, A e B, sendo que no primeiro se enquadram 31 centros urbanos e no segundo 51. Isso totaliza 82 centros sub-regionais. São cidades médias que oferecem bens e serviços às cidades menores à sua volta; são menores que as metrópoles nacionais ou regionais.
| Unidade federativa  | A | B |
| ------------------- | --- | --- |
| Acre                | - | Cruzeiro do Sul |
| Alagoas             | - | Santana do Ipanema |
| Amapá               | - | - |
| Amazonas            | - | Parintins, Tefé |
| Bahia               | Guanambi, Irecê, Jacobina, Jequié, Paulo Afonso, Santo Antônio de Jesus, Teixeira de Freitas | Alagoinhas, Bom Jesus da Lapa, Brumado, Cruz das Almas, Eunápolis, Itaberaba, Ribeira do Pombal, Senhor do Bonfim, Valença |
| Ceará               | Crateús, Iguatu, Quixadá | Itapipoca |
| Distrito Federal    | - | - |
| Espírito Santo      | Colatina, São Mateus | Linhares |
| Goiás               | Anápolis, Itumbiara, Rio Verde | - |
| Maranhão            | Bacabal, Caxias, Pinheiro, Santa Inês | Balsas, Chapadinha, Pedreiras, Presidente Dutra |
| Mato Grosso         | Barra do Garças, Cáceres, Rondonópolis, Sinop | - |
| Mato Grosso do Sul  | - | - |
| Minas Gerais        | Alfenas, Barbacena, Lavras, Manhuaçu, Muriaé, Patos de Minas, Ponte Nova, Pouso Alegre, Ubá | Caratinga, Cataguases, Conselheiro Lafaiete, Itajubá, Ituiutaba, Janaúba, Ouro Branco, São João del-Rei, São Lourenço, Viçosa |
| Pará                | Castanhal, Redenção | Abaetetuba, Altamira, Bragança, Breves, Cametá, Capanema, Itaituba, Paragominas, Tucuruí |
| Paraíba             | Cajazeiras, Guarabira, Patos, Sousa | Itaporanga |
| Paraná              | Apucarana, Campo Mourão, Cianorte, Francisco Beltrão, Guarapuava, Foz do Iguaçu, Paranaguá, Paranavaí, Pato Branco, Toledo, Umuarama | Ivaiporã, Santo Antônio da Platina, União da Vitória |
| Pernambuco          | Garanhuns, Serra Talhada | Afogados da Ingazeira, Araripina, Arcoverde, Palmares, Vitória de Santo Antão |
| Piauí               | Floriano, Parnaíba, Picos | Campo Maior, São Raimundo Nonato |
| Rio de Janeiro      | Cabo Frio, Itaperuna, Macaé, Nova Friburgo | Angra dos Reis, Resende, Teresópolis |
| Rio Grande do Norte | Caicó, Pau dos Ferros | Assu, Currais Novos |
| Rio Grande do Sul   | Bagé, Bento Gonçalves, Erechim, Lajeado, Santa Cruz do Sul, Santa Rosa, Santo Ângelo, Uruguaiana | Carazinho, Cruz Alta, Frederico Westphalen |
| Rondônia            | Ji-Paraná | Ariquemes, Cacoal, Vilhena |
| Roraima             | - | - |
| Santa Catarina      | Caçador, Itajaí, Joaçaba, Lages, Rio do Sul, Tubarão | Araranguá, Balneário Camboriú, Brusque, Concórdia, Mafra, São Miguel do Oeste, Videira, Xanxerê |
| São Paulo           | Araras, Fernandópolis, Itapetininga, (Itu - Salto), Lorena, (Mogi Guaçu - Mogi Mirim), Ourinhos, Rio Claro, (Santa Adélia - Palmares Paulista - Ariranha), São João da Boa Vista, Assis, Botucatu, Bragança Paulista, Indaiatuba, Itapeva e Sertãozinho | Andradina, (Adamantina - Lucélia), Amparo, Atibaia, Birigui, Capão Bonito, Capivari, Caraguatatuba - Ubatuba - São Sebastião, Cerquilho - Tietê, Cruzeiro, Jales, Leme, Matão, (São Roque - Mairinque), Tupã, Votuporanga, Avaré, Bebedouro, Dracena, Ibitinga, Itapira, Itararé, Itatiba, Jaboticabal, Lençóis Paulista, Lins, Olímpia, Orlândia, Penápolis, Pirassununga, Pitangueiras, Porto Ferreira, Registro, Santa Cruz do Rio Pardo, São Joaquim da Barra, São José do Rio Pardo, Taquaritinga e Tatuí |
| Sergipe             | - | Itabaiana |
| Tocantins           | - | Gurupi |

#### Centros de zona
Os centros de zona são municípios ou cidades que apresentam importância regional, limitando-se as imediações/redondezas, exercendo funções elementares de gestão. Também dividem-se em dois níveis: centros de zona A e centros de zona B.